# Temax
Temax é um município do estado do Iucatã, no México. A população do município calculada no censo 2005 era de 6.764 habitantes. 

Município Temax